# 别拉亚河 (大塔科伊河)
別拉亞河（俄语：Река Белая）或白川（日语：／），是萨哈林州多林斯克区的河流，源起野寒岳，由东向西流，长16公里，流域面积59平方公里，在索科尔村距河口22公里处注入大塔科伊河。